# 33553 Nagai
33553 Nagai è un asteroide della fascia principale. Scoperto nel 1999, presenta un'orbita caratterizzata da un semiasse maggiore pari a 2,5633098 UA e da un'eccentricità di 0,0819111, inclinata di 6,83650° rispetto all'eclittica.